# ハノーバー教区
ハノーバー教区（ハノーバーきょうく、英語: Hanover Parish）は、ジャマイカの北西の端に位置する教区。首府はルシア。コーンウォール郡の一部であり、東にセント・ジェームズ教区、南にウェストモアランド教区が接する。面積は450平方キロメートルで、教区の中では3番目に小さい。また人口は2011年時点で約7万人で、教区の中では最も少ない。ハノーバー教区は、ジャマイカの7人の国民的英雄の一人であるアレキサンダー・バスタメンテ卿(1977年没)の出生地である。

## 経済
主な産業は観光、農業、 製造業。

## 隣接行政区画
- セント・ジェームズ教区
- ウェストモアランド教区